# Biệt đội siêu anh hùng
Biệt đội siêu anh hùng (hay Avengers: Biệt đội siêu anh hùng, tựa gốc tiếng Anh: The Avengers) là một bộ phim siêu anh hùng của Mỹ công chiếu vào năm 2012 được xây dựng dựa trên nguyên mẫu các thành viên của biệt đội siêu anh hùng Avengers của Marvel Comics, do Marvel Studios sản xuất và Walt Disney Studios Motion Pictures phân phối phát hành. Đây là bộ phim thứ 6 kết thúc Giai đoạn 1 trong Vũ trụ Điện ảnh Marvel (MCU). Bộ phim do Joss Whedon viết kịch bản kiêm đạo diễn, với sự tham gia của các diễn viên chính bao gồm Robert Downey, Jr., Chris Evans, Mark Ruffalo, Chris Hemsworth, Scarlett Johansson, Jeremy Renner trong vai các thành viên của đội Avengers, cùng với Tom Hiddleston, Clark Gregg, Cobie Smulders, Stellan Skarsgård và Samuel L. Jackson. Trong The Avengers, Nick Fury, người điều hành của tổ chức gìn giữ hòa bình S.H.I.E.L.D., chiêu mộ Tony Stark, Bruce Banner, Thor, và Steve Rogers để để thành lập một đội có khả năng ngăn chặn em trai của Thor, Loki chinh phục Trái đất.
Quá trình thực hiện The Avengers bắt đầu khi Marvel Studios nhận được khoản vay từ Merrill Lynch vào tháng 4 năm 2005. Sau thành công của Người Sắt vào tháng 5 năm 2008, Marvel tuyên bố The Avengers sẽ được ra mắt vào tháng 7 năm 2011. Với việc diễn viên Scarlett Johansson ký hợp đồng vào tháng 3 năm 2009, bộ phim bị dời lại đến năm 2012. Whedon bắt đầu vào tháng 4 năm 2010 và đã viết lại kịch bản ban đầu của Zak Penn. Quá trình sản xuất bắt đầu vào tháng 4 năm 2010 ở Albuquerque, New Mexico, trước khi chuyển đến Cleveland, Ohio vào tháng 8 năm 2011 và thành phố New York vào tháng 9 năm 2011. Bộ phim được chuyển thành định dạng 3D vào cuối quá trình sản xuất.
Biệt đội siêu anh hùng được công chiếu vào ngày 11/04/2012 tại El Capitan Theatre Hollywood, California. Phim nhận được nhiều nhận xét tích cực từ hầu hết những nhà phê bình phim, đồng thời cũng thiết lập nhiều kỷ lục phòng vé, bao gồm phim có doanh thu mở màn ấn tượng nhất tại Bắc Mỹ và phim cán mốc 1 tỷ đô nhanh nhất trên toàn thế giới. Với tổng doanh thu đạt hơn 1.46 tỷ đô la, Biệt đội siêu anh hùng cũng trở thành phim đứng thứ 3 trong danh sách những phim ăn khách nhất của điện ảnh Hoa Kỳ. Phim đã được lên kế hoạch phát hành trên đĩa Blu-ray và DVD vào ngày 25 tháng 9 năm 2012. Các phần tiếp theo của phim bao gồm Avengers: Đế chế Ultron, Avengers: Cuộc chiến vô cực và Avengers: Hồi kết lần lượt phát hành vào các năm 2015, 2018 và 2019.

## Nội dung
Loki sau sự kiện ở Thor - 2011, hắn rơi ra khỏi cầu Bifrost và lọt vào một lỗ giun không gian. Tuy nhiên, hắn không chết mà đã có cơ hội gặp gỡ The Other - thủ lĩnh của một chủng tộc ngoài Trái Đất – Chitauri và là thủ hạ của một kẻ bí ẩn. The Other đưa Loki một cây trượng gắn đá Tâm trí, giao kèo Loki lấy khối Tesseract – vật chứa Viên đá Không gian, và cho phép Loki sử dụng đội quân của Chitauri để xâm lăng Trái Đất.
Nick Fury – Giám đốc của S.H.I.E.L.D và trung tá Maria Hill đi đến khảo sát trung tâm R&D. Tiến sĩ Erik Selvig là người dẫn đầu nhóm nghiên cứu tại đây. Đặc vụ Phil Coulson giải thích rằng khối Tesseract đang tăng cường hoạt động, vì vậy yêu cầu Fury sớm sơ tán nhóm nghiên cứu. Tuy nhiên, nó đột ngột khởi động và mở ra cánh cổng, cho phép Loki đi đến Trái Đất. Loki cướp Tesseract, tẩy não tiến sĩ Selvig cùng một vài đặc vụ thành nô lệ của mình, trong đó có cả đặc vụ Clint Barton.
Đáp trả lại cuộc tấn công, Fury phục hồi lại chiến lược khởi động nhóm Avengers. Đặc vụ Natasha Romanoff được đưa đến Ấn Độ để chiêu mộ tiến sĩ Bruce Banner, còn đặc vụ Coulson đến gặp Tony Stark để nhờ anh phục hồi lại những nghiên cứu của tiến sĩ Selvig. Fury đến gặp Steve Rogers để nói về nhiệm vụ lấy lại khối Tesseract và nhờ anh bảo vệ đội ngũ.
Trong khi Barton lấy đi chất Iridi cần thiết để ổn định năng lượng của khối Tesseract, Loki đã gây rối với người dân tại Đức, Steve Rogers đến chạm trán với Loki và đánh bất phân thắng bại. Tony và Romanoff đến tiếp viện, Loki đầu hàng dường như khá dễ dàng. Trong lúc Loki được đưa tới S.H.I.E.L.D, Thor – nhờ Odin dùng năng lượng tối thay cho cầu Bifrost bị phá hủy, đã bay đến bắt Loki với hy vọng thuyết phục Loki quay về Asgard. Stark và Rogers đuổi theo giao chiến với Thor. Sau một lúc đánh nhau, Thor đồng ý đưa Loki về Helicarrier của S.H.I.E.L.D. cho đến khi tìm thấy khối Tesseract.
Loki bị giam, còn Bruce Banner và Tony cùng nhau dò tìm Tesseract. Cả đội trở nên chia rẽ sau lời nói khích bác của Loki. Lần lượt từng người nghi ngờ cả Fury do họ phát hiện S.H.I.E.L.D định dùng khối Tesseract để sản xuất vũ khí - giống với HYDRA ngày trước. Ngay khi Banner sắp nói ra vị trí của khối Tesseract, Barton và nhóm tay sai của Loki đã tấn công Helicarrier, vô hiệu hóa hai động cơ khiến nó rơi. Banner ngã bị thương và biến thành Hulk. Stark và Rogers cố gắng khởi động lại được một động cơ để trực hạm bay được trở lại. Thor cố kiềm chế cơn giận của Hulk nhưng bị đánh bại do không dám tung hết sức trên trực hạm. Romanoff đối đầu với Barton và hạ anh ta bất tỉnh, giúp anh ta thoát khỏi sự khống chế của Loki. Loki lừa Thor vào lồng giam, thả rơi chiếc lồng (nhưng Thor về sau tự thoát ra được), sát hại đặc vụ Coulson và trốn thoát. Hulk rơi xuống mặt đất và trở lại thành Banner.
Fury dùng cái chết của Coulson để khích lệ tinh thần nhóm siêu anh hùng và mong họ sẽ trở lại làm việc như một đội thống nhất. Stark và Rogers nhận ra rằng Loki muốn đánh bại các siêu anh hùng công khai để khẳng định vị thế thống trị của hắn trên Trái Đất. Hắn dùng khối Tesseract kết hợp thiết bị tiến sĩ Selvig chế tạo để mở cổng từ phía trên tòa tháp Stark, cho quân Chitauri tràn vào. Nhóm siêu anh hùng tập hợp để bảo vệ thành phố New York (vị trí của tòa tháp), nhưng họ nhanh chóng nhận ra mình sẽ bị áp đảo bởi số lượng gần như vô tận của quân đội Chirauti. Với sự chỉ huy của Rogers, nhóm vừa sơ tán nạn nhân vừa chống cự lại được phần nào. Banner đã trở lại hình dáng Hulk và hạ gục Loki. Romanoff đi đến cánh cổng, nơi Tiến sĩ Selvig đã thoát khỏi được sự khống chế của Loki, ông nói rằng cây quyền trượng có thể đóng cánh cổng lại. Trong lúc đó, cấp trên của Fury - Hội đồng An ninh Thế giới, định ngăn chặn sự xâm lược bằng việc phóng đạn hạt nhân vào Manhattan. Stark đã lái tên lửa hạt nhân vào cánh cổng, tới chỗ tàu mẹ của bọn Chitauri. Chiếc tàu mẹ bị phá hủy khiến tất cả Chitauri chết, chặn được cuộc xâm lược Trái Đất. Bộ áo giáp của Stark tới lúc này cạn năng lượng và anh đã rơi tự do qua cánh cổng, Hulk nhanh chóng cứu được Stark từ trên cao. Romanoff đóng cánh cổng lại để bảo vệ Trái Đất. Sau cùng, Thor đưa Loki và khối Tesseract về Asgard. Fury nói rằng nhóm siêu anh hùng sẽ trở lại nếu cả thế giới lại cần tới họ. Bộ phim kết thúc bằng cảnh Stark và Pepper Potts đang thảo luận việc cải tạo tòa tháp Stark, với chữ "A" là ký tự duy nhất còn sót lại của bảng chữ trên tòa tháp sau trận chiến.
Ở đoạn mid-credit, tướng lĩnh của Chitauri báo với chủ nhân của hắn, Thanos, về thất bại của Loki. Thanos nghe xong, liền quay ra và cười. Trong after-credit, nhóm Avengers lặng lẽ ăn Shawarma tại một quán còn ngổn ngang theo lời mời của Stark.

## Diễn viên

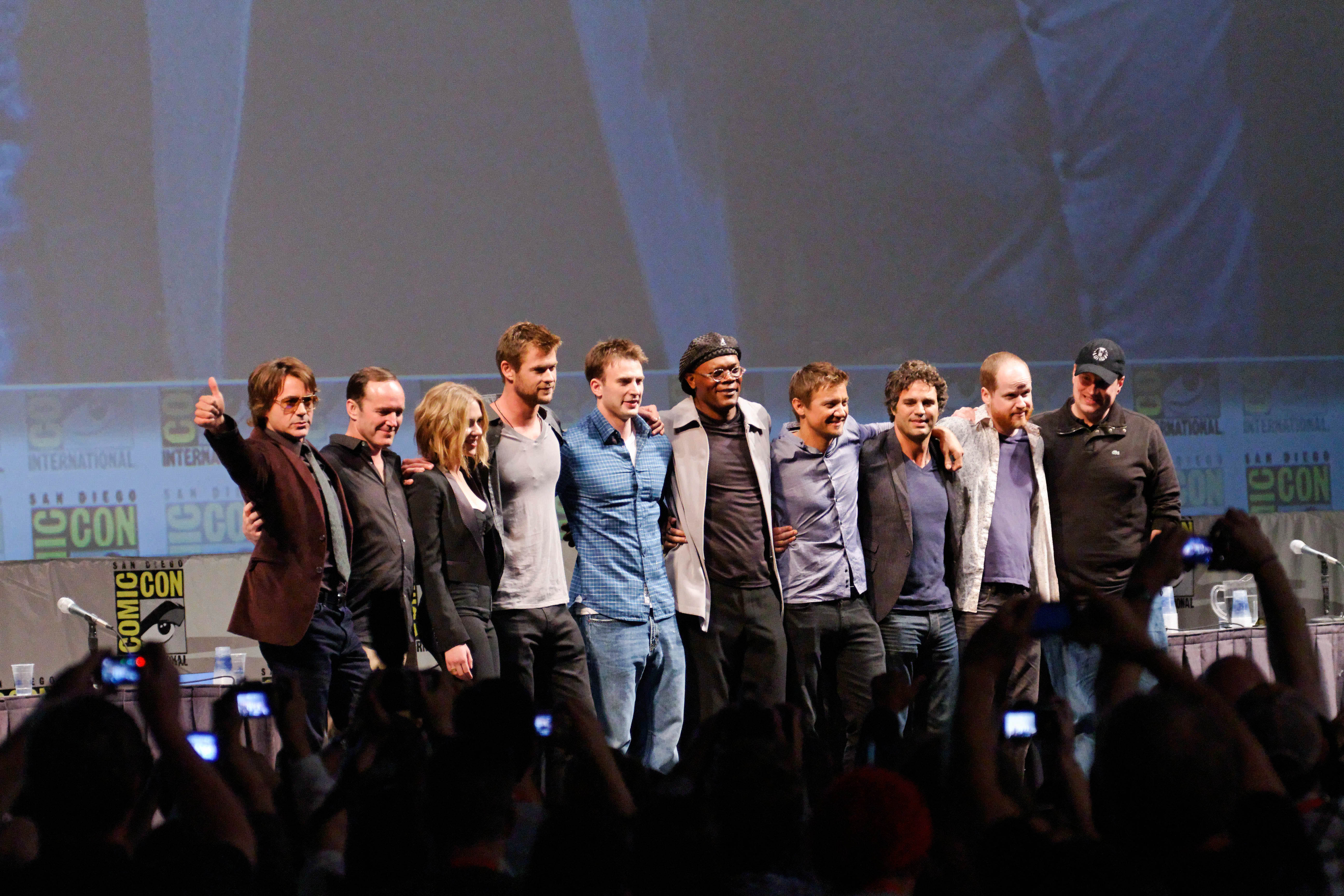
Dàn diễn viên phim ở Hội nghị San Diego Comic-Con International năm 2010, với Joss Whedon và Kevin Feige.

- Robert Downey, Jr. vai Tony Stark / Iron man (Người Sắt):

Một người tự nhận mình là bác ái, tỉ phú, đào hoa và nhà từ thiện với bộ đồ cơ khí do tự anh ta sáng chế. Downey được phân vai như một phần trong hợp đồng của anh với hãng Marvel, bao gồm Người Sắt 2 và The Avengers. Downey nói rằng anh muốn nhân vật của mình xuất hiện đầu tiên: "Tôi cần ở trong cảnh phim đầu tiên. Tôi không biết anh nghĩ gì nhưng nhân vật của tôi phải làm điều này". Đạo diễn nói: "Thôi được, cứ thử xem". "Chúng tôi đã thử điều này và có vẻ nó không hiệu quả lắm, bởi vì đây là một điều gì đã khác đi, câu chuyện và những ý tưởng là cho chính, mọi người phải như là một cái xúc tu của con bạch tuộc" - Downey nói. Về sự phát triền tính cách của nhân vật, Downey phát biểu rằng: "Trong Người Sắt 1, đó là một câu chuyện nguyên bản, anh ta mở màn cho sự xuất hiện và tìm lại vị trí của mình, Người Sắt 2 thì không phải là một việc riêng biệt nữa, phải giao tiếp và tạo không gian cho người khác, còn trong The Avengers, anh ấy sẽ bỏ lại những thứ đó".
- Chris Evans vai Steve Rogers / Captain America (Đội trưởng Mỹ):

Một cựu chiến binh từ Thế chiến thứ II đã được tăng cường tới mức đỉnh cao của thể chất, nhờ một thí nghiệm huyết thanh. Evans được phân vai như một phần của hợp đồng đóng cho 3 phim của Marvel. Evans nói rằng nhân vật Steve Rogers sẽ sâu sắc hơn trong The Avengers: "Nó thực sự là việc anh ta cố gắng để đến với Thế giới hiện đại, bạn phải tưởng tượng ra, nó thực sự là một cú sốc để chấp nhận rằng bạn đang ở trong một nơi hoàn toàn khác, những người bạn biết đã không còn, những người bạn quan tâm,.. anh ta là một chiến binh, những người anh ta chiến đấu cùng, tất cả những anh em,.. họ đều đã chết, anh ta hoàn toàn đơn độc. Tôi nghĩ cái phân cảnh bắt đầu, như là việc cá nhảy khỏi nước, nó thực sự khó, như là một viên thuốc đắng mà bạn không dễ dàng gì nuốt nó. Sau đó phải tìm đến sự cân bằng với thế giới hiện tại". Về vấn đề khác nhau giữa Captain và Tony, Evans nói: "Tôi nghĩ đó chắc chắn là một sự phân đôi, sự khác biệt giữa tôi và Tony, một gã thì sặc sỡ, nổi bật và ngọt xớt, một gã thì vị tha, và họ phát hiện rằng mình phải hòa hợp với nhau, trong sự yên lặng. Điều đó khá thú vị đấy".
- Mark Ruffalo vai Bruce Banner / Hulk (Người khổng lồ xanh):

Một nhà khoa học thiên tài, người mà do sự tiếp xúc với bức xạ gamma đã biến thành một con quái vật khi bị kích thích hoặc tức giận. Ruffalo được phân vai sau thỏa thuận giữa Marvel và Edward Norton thất bại. Về việc thay thế, Ruffalo nói: "Tôi là bạn của Ed, ừ, đó không phải là cách tốt cho chúng tôi. Nhưng cách tôi nhìn nhận vấn đề là Ed đã truyền lại vai diễn này cho tôi". Về nhân vật Hulk, Ruffalo nói: "Anh ta là một người phải đấu tranh với 2 mặt – một sáng một tối, và mọi thứ anh ta làm được thể hiện qua sự kiểm soát của anh ta. Tôi lớn lên trong series truyền hình Bill Bixby TV, nơi mà tôi nghĩ đã cho tôi một sắc thái thực sự và một cách nhìn nhân văn hơn với nhân vật Hulk. Tôi thích những phẩm chất đó". Về vị trí của Hulk trong đội, Ruffalo nói: "Anh ta giống như một đồng đội mà chẳng có ai dám chắc rằng họ muốn có trong đội mình. Anh ấy rất dễ bị kích động. Đây cũng là lần đầu tiên mà diễn viên đóng vai Banner phải đóng luôn vai Hulk". Ruffalo nói với tạp chí New York Times: "Tôi rất hào hứng, chưa ai từng đóng vai Hulk bằng chính mình, họ luôn dùng công nghệ CGI. Còn trong The Avengers, họ sẽ ghi lại những hành động của tôi như phim Avatar vậy, vì thế tôi thực sự đóng vai Hulk, nó thực sự thú vị". Để tạo ra giọng của Hulk, họ dùng giọng của Ruffalo trộn với giọng của Lou Ferrigne và những người khác. Tuy nhiên, câu nói duy nhất của Hulk ("Punny God") được thể hiện duy nhất bằng giọng của Ruffalo.
- Chris Hemsworth vai Thor (Thần sấm):

Vị thần sấm dựa trên câu chuyện về thần Bắc Âu cùng tên. Hemsworth được phân vai như một phần trong hợp đồng nhiều phim với Marvel. Trước đây anh cũng đã từng làm việc với đạo diễn Whedon trong phim The cabin in the woods. Hemsworth nói rằng anh có thể giữ được hình thể như trong Thor, bằng cách tăng lượng thức ăn của mình, gồm ức gà, cá, bít tết và trứng mỗi ngày. Khi được hỏi chính xác là bao nhiêu, anh nói: "Cơ thể tôi đã tăng lượng protein lên rất nhiều". Anh cũng nói về động cơ thúc đẩy của Thor: "Đó hơn cả vấn đề cá nhân, trong cảnh mà em trai của anh ấy kích động mọi thứ lên, rồi có cả người khác, đó là những kẻ xấu họ cần hạ gục. Đó là cách giải quyết cho tôi, hay là cho Thor. Anh ta luôn phải chiến đấu cho những điều cao đẹp hơn, tôi cũng từng cãi cọ với anh em trong nhà, thậm chí với gia đình, và tôi là người duy nhất có quyền giận họ, vì vậy nó cũng có vài nét tương đồng như vậy trong phim".
- Scarlett Johansson vai Natasha Romanoff / Black Widow (Góa Phụ Đen):

Một gián điệp đã được huấn luyện kĩ càng cho tổ chức gìn giữ hòa bình thế giới, S.H.I.E.L.D. Về nhân vật và mối quan hệ với Mắt Ưng, Johansson nói: "Những nhân vật của chúng tôi có chiều dài lịch sử. Họ đã chiến đấu cùng với nhau trong khoảng thời gian dài, trong nhiều trận đấu, tại những mảnh đất khác nhau. Chúng tôi là hai thành viên của nhóm Biệt Đội Siêu Anh Hùng này, những người được huấn luyện như những chiến binh thực thụ, chúng tôi không có siêu năng lực. Mặc dù vậy, Góa phụ đen chắc chắn là một người trong đội, cô ấy không đơn giản để đóng một vai làm nền hay chỉ với một con mắt hình viên kẹo ngọt ngào, cô ấy ở đó để chiến đấu, vì thế tôi không bao giờ cảm thấy mình là một cô gái đơn độc. Chúng tôi có nhiều kỹ năng và khiến tôi cảm thấy mọi người ngang bằng nhau". Về việc huấn luyện, Johansson nói: "Mặc dù Người Sắt 2 cũng là một trong số đó nhưng tôi chưa bao giờ phải làm thứ gì như thế, tôi chưa bao giờ phải dồn mình để tập luyện thể chất nhiều như vậy, hoặc là một phần của cái gì đó rất lớn lao. Để đóng trong The Avengers, tôi đã trải qua nhiều tháng để rèn luyện với đội đóng thế, chiến đấu với những nam diễn viên khác, nó thật điên cuồng. Tôi chẳng làm gì ngoài việc phải đánh nhau – lúc nào cũng như thế".
- Jeremy Renner vai Clint Barton / Hawkeye (Mắt diều hâu):

Một điệp viên của S.H.I.E.L.D và là người giỏi bắn cung, được biết đến trong truyện tranh như là "Người bắn giỏi nhất thế giới". Renner nói đó là một vai diễn với sức mạnh thể chất và anh đã phải rèn luyện thể chất cùng và việc bắn cung với hiệu suất cao nhất. Về vai diễn, Renner nói: "Khi tôi xem Người Sắt, tôi nghĩ đó là một cú khởi đầu đến gần với những siêu anh hùng. Sau đó họ nói với tôi về nhân vật Hawkeye, và tôi thích cách anh ta không thực sự là một siêu anh hùng, anh ta chỉ là một người với khả năng bắn cung giỏi. Tôi có thể thích hợp với việc đó". Về khả năng bắn cung của Hawkeye, Renner nói: "Đó là một cuộc chơi đơn độc. Anh ta là kẻ ngoại đạo. Sự kết nối duy nhất là nhân vật của Scarlett, Natasha. Đó như là tay trái với tay phải vậy. Họ cùng tồn tại, và bạn cần cả hai, đặc biệt khi đến với nhiệm vụ nào sử dụng đến tay chân".
- Tom Hiddleston vai Loki:

Em trai của Thor và cũng là kẻ thù (dựa trên vị thần cùng tên). Về quá trình tiến hóa của nhân vật của anh ấy từ bộ phim Thor, Hiddleston nói, "Tôi nghĩ Loki mà chúng ta thấy trong The Avengers còn tiến bộ hơn nữa. Bạn phải tự hỏi mình câu hỏi: Một trải nghiệm thú vị biết bao khi biến mất vào một hố sâu được tạo ra bởi một loại siêu vụ nổ hạt nhân nào đó do chính anh ấy chế tạo? Vì vậy, tôi nghĩ rằng vào thời điểm Loki xuất hiện trong The Avengers , anh ấy đã nhìn thấy một vài điều. "  Về động cơ của Loki, Hiddleston nói, "Ở phần đầu của The Avengers, anh ta đến Trái đất để khuất phục nó và ý tưởng của anh ta là thống trị loài người với tư cách là vua của họ. Và giống như tất cả những kẻ chuyên quyền ảo tưởng trong lịch sử nhân loại, anh ta nghĩ đây là một ý tưởng tuyệt vời bởi vì nếu mọi người bận rộn tôn thờ anh ta, sẽ không có chiến tranh vì vậy anh ta sẽ tạo ra một loại hòa bình thế giới bằng cách cai trị họ như một bạo chúa. Nhưng anh ta cũng bị ảo tưởng rằng anh ta nghĩ rằng quyền lực vô hạn sẽ mang lại cho anh ta sự tự tôn, vì vậy tôi chưa bỏ qua sự thật rằng anh ta vẫn bị thúc đẩy bởi sự ghen tuông khủng khiếp và kiểu sa đọa tinh thần này. "
- Samuel L. Jackson vai Nick Fury:

Người điều hành của S.H.I.E.L.D., người mà trong những bộ phim trước nảy ra ý tưởng về "Chiến dịch báo thù". Jackson được mang đến dự án với một hợp đồng tuyển chọn để đóng vai nhân vật đến 9 phim của Marvel. Jackson nói rằng anh thực sự phải diễn nhiều hơn những bộ phim trước đây: "Bạn không cần phải chờ đến cuối phim để thấy tôi đâu". Về vai diễn, Jackson nói: "Nó thực sự tuyệt vời khi được đóng một vai tốt để mà chống lại một kẻ phản diện trong xã hội".
- Clark Gregg vai Phil Coulson:

Một đặc vụ của S.H.I.E.L.D, người quan sát các hoạt động của nhiều lĩnh vực. Gregg được phân vai như một phần của hợp đồng với nhiều phim của Marvel. Nói về vai diễn của mình, nó được trải rộng ra trong The Avengers: "Những gì đặc vụ Coulson làm đã trở thành một phần đặc biệt của câu truyện này, tầm quan trọng của những việc anh ta làm là mang những siêu anh hùng lại với nhau. Nó hơi siêu thực, như ai đó đang chơi trò lố bịch vậy. Nhưng không phải vậy, nó là điều thực tế, tôi phải có mặt và làm những công việc đó, và cảm thấy đó là một sự trả giá tuyệt vời cho chuyến hành trình đã qua và những sự thật tôi đã tìm được trong 5 năm qua". Gregg nói rằng Whedon đã cho thấy được quá khứ của nhân vật, đặc biệt là việc trở thành một fan của Captain America (Đội Trưởng Mỹ).
- Cobie Smulders vai Maria Hill:

Một điệp viên của S.H.I.E.L.D, người làm việc thân cận với Nick Fury. Smulders, người mà Joss Whedon từng cân nhắc cho bộ phim live-action Wonder Woman chưa sản xuất của mình, được chọn từ danh sách ngắn các nữ diễn viên tiềm năng bao gồm Morena Baccarin. Thỏa thuận của Smulders sẽ tích hợp cô ấy vào chín bộ phim. Về sự chuẩn bị của mình, Smulders nói, "Tôi đã thuê huấn luyện viên black-ops tuyệt vời này để dạy tôi cách cầm súng, đưa tôi đến trường bắn, cách đánh, cách giữ mình, cách đi bộ và cơ bản là cách nhìn. Tôi không đánh nhiều trận trong phim, đó là lý do tại sao tôi không được mời làm huấn luyện viên, nhưng tôi muốn trông như mình có đủ khả năng." Về nhân vật này, Smulders nói, "Tôi có thể liên tưởng đến việc cô ấy là một người mẹ, một nữ doanh nhân và cố gắng làm việc toàn thời gian, nuôi gia đình và có một sự nghiệp. Chúng tôi được yêu cầu làm rất nhiều việc những ngày này. Tôi cảm thấy cô ấy chỉ làm tất cả về công việc của mình và giữ cho mọi thứ tiếp tục. "

Stellan Skarsgård, Gwyneth Paltrow và Maximiliano Hernández lần lượt đảm nhận vai trò của họ từ các bộ phim MCU trước đó là Erik Selvig, Pepper Potts và Jasper Sitwell. Paul Bettany trở lại lồng tiếng cho JARVIS. Alexis Denisof, cộng tác viên thường xuyên của Whedon, thủ vai "The Other", và Damion Poitier miêu tả chủ nhân của anh ta, Thanos (không có tên trong phim), trong một after-credit. Powers Boothe và Jenny Agutter xuất hiện với tư cách là thành viên của Hội đồng An ninh Thế giới sau đó được tiết lộ là Gideon Malick và Nghị viên Hawley. Người đồng sáng tạo của Avengers, Stan Lee đã xuất hiện với tư cách khách mời trong một bản tin. Harry Dean Stanton xuất hiện trong vai một nhân viên bảo vệ, và đạo diễn phim người Ba Lan Jerzy Skolimowski xuất hiện trong vai Georgi Luchkov, người thẩm vấn của Romanoff. Warren Kole có một vai trò ngắn gọn trong vai một kỹ thuật viên cầu nối của SHIELD, người được bắt gặp vào vai Galaga .  Enver Gjokaj , người sau này đóng vai Daniel Sousa trong loạt phim Agent Carter, xuất hiện trong vai một cảnh sát.

## Sản xuất

### Phát triển
"Nó đi về hiện thân đầu tiên của Avengers, nó đi đến The Ultimates, nó nói về tất cả những thứ về nó, nó chẳng có nghĩa, và nó hơi lố bịch. Có một thần Sấm, có một con quái vật xanh khổng lồ, có một chỉ huy nước Mỹ đến từ thập niên 40, có một Tony Stark chẳng muốn chơi với ai cả. Để rồi cuối cùng, những con người không thuộc về nhau đó và cả bộ phim, sẽ nói về việc tìm ra chính bản thân mình trong cộng đồng. Và không chỉ tìm ra được họ không những thuộc về nhau mà còn rất cần nhau nữa, rất nhiều. Điều này sẽ được diễn đạt thông qua những cảnh đấm đá, và đó sẽ là trung tâm của bộ phim" – Joss Whedon, đạo diễn của Avengers nói về bộ phim.
Avi Arad – giám đốc điều hành của Marvel lần đầu tiên thông báo về kế hoạch phát triển bộ phim vào tháng 4 năm 2005, sau khi Marvel Enterprise tuyên bố hoạt động độc lập bằng việc liên kết với Merrill Lynch đã cho ra 1 danh sách tạm thời các bộ phim sẽ được phân phối bởi Paramout Pictures. Marvel thảo luận kế hoạch của họ trong một bài diễn văn ngắn để thiết lập sự đồng nhất và làm quen với khán giả trước khi kết hợp các nhân vật lại thành bộ phim tổng hợp. Người viết kịch bản Zak Penn cho phim Hulk 2008 được Marvel thuê lại để viết kịch bản cho Avengers. Tháng 6/2007, Penn xác nhận việc liên quan của mình tới bộ phim nhưng không nghĩ là nó sẽ tiến hành sớm đến vậy. Vào khoảng thời gian 2007 – 2008, Marvel đàm phán với Writers Guil of America để đảm bảo rằng họ sẽ tạo một bộ phim dựa trên bản truyện tranh tương tự. Sau sự thành công của Người Sắt (2008), công ty định tháng 7/2011 là thời điểm phát hành Avengers.
Việc casting bắt đầu từ tháng 10/2008 với hợp đồng của Robert và Don Cheadle – người tái xuất trong Người Sắt 2. Mặc dù trước đó Cheadle từ chối việc này trong lần phỏng vấn với MTV News. Cùng lúc đó, hai sự kiện xảy ra với Marvel, Jon Favreau được mang đến như một nhà sản xuất cho Avengers. Công ty đã ký một hợp đồng thuê dài hạn với Raleigh Studios để sản xuất 3 bộ phim kinh phí lớn: Người Sắt 2, Thor, Captain America.
Tháng 2/2009, Samuel ký hợp đồng với Marvel để đóng vai Nick Fury trong Người Sắt 2 và những phim khác, như là một người kết nối các nhân vật. Tháng 9/2009, Edward phát biểu anh sẽ trở lại với vai Hulk trong Avengers. Tháng tiếp theo, nhà sàn xuất Jou Favreau phát biểu anh sẽ không đạo diễn bộ phim nhưng sẽ chắc chắn có lời nói của mình trong đó. Jou cũng phát biểu về những việc có liên quan đến phim: "Nó sẽ rất khó khăn, tôi đã liên quan rất nhiều trong việc tạo ra thế giới của Người Sắt, và Người Sắt là một anh hùng dựa trên những công nghệ hiện đại rất nhiều, với Avengers, bạn phải giới thiệu thêm vài diện mạo siêu nhiên mới nữa, bởi vì Thor, là hai trong những người được yêu thích nhất trong truyện tranh, và phải mất nhiều thời gian để làm cho nó có hiệu quả tốt, nhất là không để nó đi qua xa với thực tế những gì chúng tôi đã tạo ra". Tháng 3/2009, diễn viên Scarlett Johansson thế Emily Blunt để đóng vai Natasha trong Người Sắt 2, một thỏa thuận sau đó đưa cô tới Avengers. Có một bản thảo trước khi có sự gia nhập của Scarlett là có thêm một nữ anh hùng mới tên là 'Wasp'. Ngày tiếp theo Marvel thông báo sẽ dời ngày phát hành đến ngày 4/5/2012, gần 1 năm sau đó. Chris Hemsworth và Tom Hiddleston tham gia vào Avengers vào tháng 6 với vai diễn trước đây của mình.
Tháng 7/2009, Penn nói về tiến trình tập hợp các bộ phim: "Công việc của tôi là việc kết hợp qua lại giữa các phim và chắc chắn rồi cuối cùng chúng tôi phải làm theo cấu trúc của truyện tranh rằng các bộ phim đó phải được gắn kết với nhau", "Đây là nơi mà tất cả những tình tiết trong phim này phải có liên quan đến tình tiết trong phim kia" – Penn phát biểu. Tháng tiếp theo đó, giám đốc Kevin Fiege của Marvel phát biểu rằng anh sẽ thêm vài tuyến nhân vật vào Avengers và Hulk sẽ là một trong những nhân tố đó.
tháng 1/2010, Kevin Feige được hỏi nếu có phải là quá khó để kết hợp tính thần thoại trong Thor với khoa học hư cấu trong Người Sắt và Captain America. "Không" – Kevin trả lời, "Bởi vì tôi đang làm Thor của thế hệ mới, chứ không phải Thor trong cuốn sách dính đầy bụi ở thư viện. Trong phim Thor, có một chủng tộc gọi là Asgardians, và chúng tôi đã kết nối điều này qua "Cây thế giới Yggdrasil" mà chúng tôi chưa biết, nó là khoa học thực sự, và Thor sẽ chỉ ra điều này cho chúng ta biết". Tháng 3/2010, báo cáo cho rằng Penn đã hoàn thành xong kịch bản đầu tiên. Cuối tháng 3, Chris Evans cũng nhận lời để đóng vai Captain trong Avengers.
Tháng 4/2010, nhiều báo cáo cho rằng Joss Whedon đã gần hoàn thành hợp đồng để trở thành đạo diễn chính thức và làm việc với kịch bản của Penn.

### Tiền kỳ
Joss Whedon – một fan hâm mộ của bộ truyện tranh cùng tên được thông báo sẽ làm đạo diễn cho Avengers vào tháng 7/2010, điều đó lần đầu được nhắc đến bởi Arad và người đồng sáng lập truyện tranh Stan Lee. Arad phát biểu: "Ý kiến cá nhân của tôi cho rằng Joss sẽ tạo ra một bộ phim tuyệt vời, anh ta yêu thích những nhân vật, đó như là một phần trong cuộc sống của anh ta vậy, nên bạn biết đó, anh ta sẽ bảo vệ nó...".
Việc casting diễn ra đến hết năm 2010 với sự tham gia của Jeremy Renner, Mark Ruffalo và Clark Gregg. Nói về sự thay thế của Edward Norton, giám đốc Kevin Ferge phát biểu: "Quyết định của chúng tôi không dựa trên yếu tố tiền bạc, mà nguyên căn là cần một diễn viên là hiện thân của sự sáng tạo và đồng điệu với những diễn viên khác. Avengers đòi hỏi người diễn phải phát triển khả năng của mình như một phần của việc tập hợp lại, dẫn chứng như Robert, Chris.H, Chris.E, Samuel, Scarlett,... và những diễn viên khác.
Tháng 8/2010, có thông báo rằng Paramout Pictures và Marvel sẽ khởi quay vào tháng 2/2011, đồng thời tuyên bố rằng phim sẽ được định dạng 3D. Địa điểm quay ban đầu được định ở Los Angeles, nhưng sau đó là New York, và cuối cùng là New Mexico. Tháng 10/2010,Walt Disney đồng ý trả Paramout Pictures ít nhất 115 triệu đô la cho việc phân phối toàn cầu cho 2 bộ phim Người Sắt 3 và The Avengers.
Tháng 12/2010, thống đốc Bill Richard bang New Mexico và đồng chủ tịch Marvel thông báo phim sẽ được khởi quay tại Albuquerque, New Mexico, chủ yếu là từ tháng 4 đến tháng 12/2011, những phần khác được quay tại Michigan.
Việc casting diễn ra đến năm tiếp theo. Tháng 2/2011, Cobie Smulders giành được vai Maria Hill.

### Quay phim
Phim bắt đầu quay vào ngày 25/4/2011 tại New Mexico. Tháng 6/2011, diễn viên đóng thế Jeremy Fitzgerald bị thương phần đầu khi thử cú ngã 9 mét từ tòa nhà. Người phát ngôn của Marvel nói trên TMZ.com rằng mặc dù bị thương, nhưng Jeremy đã phục hồi và tiếp tục công việc. Những cảnh quay tiếp theo tại Pennsylvania và Worthington.
Việc sản xuất tiếp tục trở lại Ohio vào tháng 8/2011, nơi diễn ra hơn 4 tuần để quay. Con đường East 9th của thành phố cũng được chọn làm bản thay thế cho con đường 42nd Street của thành phố New York trong cảnh đánh nhau đỉnh điểm. Nhiều cảnh quay khác cũng được diễn ra tại Ohio và một phần được quay tại Stuttgart, Đức. Việc quay phim kết thúc tại thành phố New York, diễn ra trong 2 ngày, địa điểm tại công viên Avenue Park và công viên Central Park.

### Hậu kỳ
Tháng 12/2011, Disney thông báo phim sẽ được chuyển qua định dạng 3D. Wheldon nói: "Tôi không thích lắm việc xem phim với cái kính, nhưng tôi muốn thấy không gian mà tôi đang ở đó và những thứ liên quan tới, vì thế 3D có vẻ hợp gu của tôi". Công nghệ đã tiến xa trong 2 năm gần đây, Wheldon cũng phát biểu rằng đây chắc chắn không phải là bộ phim 3D kinh khủng.
Avengers có hơn 2200 cảnh quay hiệu ứng thị giác được hoàn thành bởi 14 công ty, trong đó có ILM, công ty từng làm việc trong phim Hulk của đạo diễn Lý An, là nơi chịu trách nhiệm cho việc tạo ra nhiều hiệu ứng chính cho phim.

## Âm nhạc
Tháng 11/2011, Marvel thông báo rằng Alan Silvestri – người đã phối nhạc nền cho Captain America, sẽ viết nhạc cho Avengers, Silvestri nói: "Tôi đã làm việc cho nhiều bộ phim có nhiều ngôi sao tham gia và những phim mà các nhân vật đều như nhau, nhưng phim này có vẻ hơi khó khăn vì mỗi nhân vật có một thế giới riêng và một vị trí khác nhau. Đây thực sự là một thử thách để tìm ra con đường để thể hiện được riêng rẽ tính cách từng nhân vật, nhưng đồng thời phải có sự kết hợp các nhân vật với nhau, ngụ ý rằng có một sự tồn tại gọi là nhóm Avengers, và nó cần phải được miêu tả hết được những tính cách của họ". Silvestri đã phối âm với dàn nhạc giao hưởng Orchestra của London, phụ trách bởi hãng thu âm Abbey Road Studios.

## Marketing
Bộ phim được giới thiệu tại Comic-Con International ở San Diego, thông qua đoạn trailer cho thấy hình ảnh của Samuel L.Jackson, tiếp theo là sự giới thiệu của dàn diễn viên. 
Tháng 6/2011, Marvel thông báo hãng sẽ không có thông báo gì mới tại triển lãm Comic-Con International ở San Diego sau khi những nhà sản xuất quyết định rằng nó chưa được chuẩn bị để so sánh với những bộ phim trước cộng với sự mong đợi lớn từ người hâm mộ khi nó đang còn trong quá trình sản xuất. Tháng kế tiếp, một đoạn trailer ngắn của Captain America được tung ra trên mạng.Tháng 8/2011, Walt Disney Pictures, Pixar Animation Studios và Marvel giới thiệu danh sách những phim sắp tới của Walt Disney, bao gồm cả Avengers tại triển lãm D23 Expo bang California, sự giới thiệu bao gồm cảnh phim và sự xuất hiện của dàn diễn viên. Tháng 10/2011, hãng Marvel tổ chức buổi giới thiệu tại tại New York Comic-Con, một số cảnh phim và buổi thảo luận bao gồm nhà sản xuất Kevin Feige và một số diễn viên. Trailer chính thức được đưa lên iTunes Movie Trailers, đã có hơn 10 triệu lược tải về trong 24 giờ đầu tiên, phá vỡ kỉ lục cho những trailer được xem nhiều nhất trên mạng. Tuy nhiên, kỉ lục bị phá vỡ bởi trailer của The Dark Knight Rises – hơn 12.5 triệu lược tải về trong 24 giờ. Đoạn trailer thứ hai của Avengers được tung ra trên iTunes tháng 2/2012, chạm đến kỉ lục 13.7 triệu lược tải trong 24 giờ đầu tiên, phá vỡ kỉ lục trước đó của The Dark Knight Rises. Tháng 1/2012, Marvel tổ chức giao lưu trực tuyến thông qua mạng xã hội Twitter. Bao gồm đạo diễn Joss Whedon và một số diễn viên.

## Phát hành
Tháng 2/2012, Disney thông báo tựa phim sẽ được thay đổi tại Anh để tránh trùng tên với một sê-ri truyền hình tại nước này.
Phim được phát hành vào ngày 11/4/2012 tại nhà hát El Capitan – Hollywood, C.A.

## Doanh thu

#### Phòng vé
Dự đoán sự thích thú của khán giả đối với bộ phim được miêu tả là "cực kỳ mạnh mẽ". Phim được dự đoán là sẽ thu về 125 triệu đô-la trong tuần mở đầu tại Bắc Mĩ, với số lượng vé trực tuyến đã được bán sạch. Phim đã vượt qua doanh thu của Harry Potter và Bảo bối Tử thần để trở thành bộ phim có doanh thu tuần đầu tiên cao nhất mọi thời đại với hơn 200 triệu đô la được thu về chỉ trong 3 ngày cuối tuần.

#### Thế giới
Tính đến 12/8/2012, Avengers thu về $617,291,916 tại Bắc Mĩ và $844,600,000 tại những quốc gia khác. Tổng cộng thu về $ 1,519,557,910 – đồng nghĩa với việc trở thành bộ phim đứng thứ 5 trong danh sách những phim có doanh thu cao nhất mọi thời đại. Nó cũng là bộ phim với nội dung dựa trên truyện tranh có doanh thu cao nhất, là bộ phim siêu anh hùng có doanh thu cao nhất, cũng là bộ phim có doanh thu cao nhất được phát hành bởi Walt Disney.